# لیموترش رودخانه راسل
لیموترش رودخانه راسل (نام علمی: Citrus inodora) نام یک گونه از سرده مرکبات است. این گیاهان عموماً در جنگل‌های بارانی نواحی پست و گرمسیری رشد می‌کنند.